# Gastronomía de Anhui

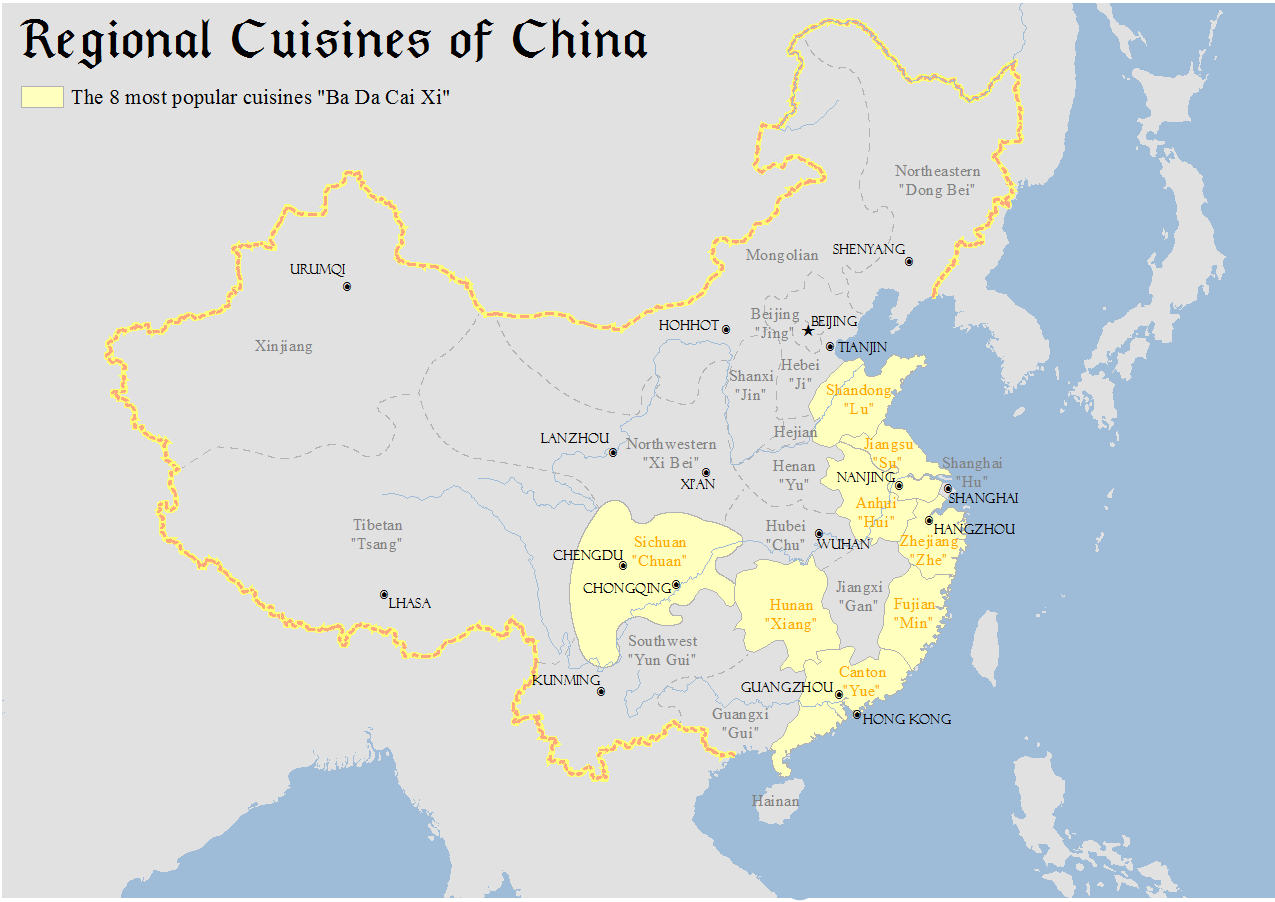
Demografía de Anhui.

La Gastronomía Anhui (en chino, 安徽菜; pinyin, Ānhuī cài),o Cocina Hui (en chino, 徽菜; pinyin, huī cài), es una de las ocho tradiciones culinarias de la gastronomía de China. Deriva de los estilos de cocina nativos de la región de los montes Huang y es similar a la gastronomía de Jiangsu.

## Métodos e ingredientes
Es conocida por el uso de hierbas silvestres, que se encuentran tanto en tierra como en agua, así como por sus métodos de preparación simples. 
La cocción al vapor y el hervir los alimentos, son las técnicas más comunes para preparar platillos en esta cocina. Sin embargo, freír y saltear no se utilizan con mucha frecuencia en comparación con otras técnicas culinarias chinas. 
La gastronomía Anhui se conforma de tres estilos: El estilo de la región del Río Yangtsé, La región del Río Huai y la región del sur de Anhui. La región de Anhui posee amplios campos y bosques no cultivados por lo que las hierbas salvajes utilizadas en la cocina se encuentran fácilmente.
| Español                | Chino Tradicional | Chino Simplificado | Pinyin                | Descripción |
| ---------------------- | ----------------- | ------------------ | --------------------- | --- |
| Li Hongzhang           | 李鴻章雜燴        | 李鸿章杂烩         | Lǐ Hóngzhāng záhuì    | Un plato popular llamado así por Li Hongzhang, un prominente estadista en la Dinastía Qingquien era originario de Anhui. El plato, una sopa compleja, es salado con un ligero sabor dulce. La sopa incluye muchos ingredientes pero los más comunes son: pepino de mar, pescado, calamar, bambú, cuajada de frijol, pollo, jamón y distintos vegetales. |
| Pato Rostizado Luzhou  | 廬州烤鴨          | 庐州烤鸭           | Lúzhōu kǎoyā          | Un platillo popular de Hefei que ganó reconocimiento cuando fue ofrecido como tributo a la corte imperial. Aunque no es tan conocido internacionalmente como el Pato laqueado a la pekinesa, el pato rostizado Luzhou ha ganado premios y reconocimientos en China. |
| Pasta de camarón Sanhe | 三河蝦糊          | 三河虾糊           | sānhé xiāhú           | Un platillo regional originado en Sanhe, pero que ahora también se puede encontrar en Hefei. Los principales componentes del platillo son harina de arroz y especies regionales de camarón blanco. El camarón se fríe con puerros y salsa de soya, mientras que la harina de arroz se remoja en agua; posteriormente se agrega esto a la mezcla con camarón. El color del platillo es café y su sabor es agradable y salado. Se come usualmente con cuchara. |
| Dumplings de huevo     | 農家蛋餃          | 农家蛋饺           | nóngjiā dànjiǎo       | Estos dumplings, que generalmente son asociados con la cocina rural, se cocinan usando finas láminas de huevo en lugar de harina para envolverse. Los dumplings de huevo tradicionalmente usaban carne de cerdo para el relleno. En la preparación un cucharón es calentado previamente cubriéndolo con aceite; los huevos que deben estar bien batidos son vertidos en el cucharón y se cocinan hasta que la mezcla forma una cobertura de dumpling. El relleno de carne de cerdo es vertido en la mezcla de huevo y el dumpling completo se hierve al vapor. Generalmente se sirven con salsa de soya. |
| Ganso Imperial Wushan  | 吳山貢鵝          | 吴山贡鹅           | wúshān gòng'é         | La historia del Ganso Imperial Wushan se remonta a más de 1,000 años atrás, a la Dinastía Tang. El plato posee un ligero color y tiene un sabor salado. |
| Tofu Bagongshan        | 八公山臭豆腐      | 八公山臭豆腐       | bāgōngshān chòu dòufǔ | |